# ستيلا (فوهة)
فوهة ستيلا (بالإنجليزية: Stella)‏ هي فوهة قمرية صدمية صغيرة، تقع في الجانب الشرقي لبحر الصفاء. تعد الفوهة جديدة ولها نظام إشعاعي بارز ومشرق. تقع في جنوب غرب فوهة تشنغ-تي، وغرب وادي توروس ليترو حيث هبطت أبولو 17 عام 1972.
تمت الموافقة على اسم الفوهة من قبل الاتحاد الفلكي الدولي عام 1976.